# Esteban Krotz
Esteban Krotz (deutsch auch Stefan Krotz; * 1947 in Barcelona) ist ein spanisch-deutscher Sozialanthropologe und Kulturphilosoph. Er lehrt und forscht an der Universidad Autónoma Metropolitana, der Universidad Autónoma de Yucatán sowie an der Hochschule für Philosophie in München. 

## Leben
Krotz erlangte 1976 einen Master in Sozialanthropologie an der Universidad Iberoamericana in Mexiko-Stadt und 1993 den Doktorgrad in Philosophie an der Hochschule für Philosophie in München. 

## Forschungsschwerpunkte
Krotz zielt in seinem akademischen Wirken darauf ab, die empirische Sozialanthropologie mit der Kulturphilosophie zu verbinden. Neben Fragen der Interkulturalität liegen seine Schwerpunkte im Bereich der anthropologischen Theoriebildung, der politischen sowie juristischen Anthropologie oder Politikethnologie und Rechtsethnologie. Geografisch liegen seine Schwerpunkte in Lateinamerika, insbesondere Mexiko.   

## Werke (Auswahl)
- Esteban Krotz, Utopía, Ed. Universidad Autónoma Metropolitana-Iztapalapa (Colección CSH), México, 1988
- Stefan Krotz, Kulturelle Andersheit zwischen Utopie und Wissenschaft: Ein Beitrag zur Genese, Entwicklung und Neuorientierung der Anthropologie, Frankfurt am Main, 1994